# Pederstrup (Næstved Kommune)
 For alternative betydninger, se Pederstrup. (Se også artikler, som begynder med )
Pederstrup er en bebyggelse/bydel i Mogenstrup, der tilhører Næstved Kommune, i Region Sjælland. Pederstrup ligger i Mogenstrup Sogn.
Lokalt og kommunalt eksisterer der lidt uenigheder og delte holdninger omkring Pederstrups status som by.
Nogle ville måske betragte Pederstrup som en selvstændig by, mens andre måske ville betragte den som en bydel i Mogenstrup. Nogle ville måske endda hævde, at byen i sig selv ikke eksisterer længere.

## Historie

### Gravhøjene
I Pederstrup ligger der hele 3 gravhøje fra Oldtiden og Bronzealderen: Steenhøj, Svalehøj og Stejlehøj.Fredede fortidsminder i Næstved Kommune#cite ref-1 To af gravhøjene, Svalehøj og Stejlehøj, har givet navn til to veje i Pederstrup, nemlig Svalehøjen og Stejlehøjen.

### Etymologi
Pederstrup som by nævnes først i 1307 som Perstorp, og i 1327 som Pæterstorp. Peter er et personnavn, og -torp betyder "udflytterbebyggelse".
Byens navn betyder derfor: "Peters Udflytterbebyggelse/Torp."

### Vikingetiden
Pederstrup by er formentligt grundlagt i vikingetiden, da det er almindeligt at "torper" stammer fra denne tid.Danske stednavne Pederstrup ligger lige syd for Fladså Å, og åen var noget bredere i vikingetiden. Det gjorde det muligt at sejle på den, og derfor er det ikke utænkeligt, at beboerne i Pederstrup har anvendt åen til dette formål, ligeledes med beboerne i Mogenstrup

### Skolen
Den første skole i Pederstrup blev bygget i 1740, men flyttede lokation i 1850. I 1840 gik der 58 børn på skolen. Pederstrup Skole lukkede i 1940, da den blev erstattet af den nyopførte Mogenstrup Gl. Skole.

### Pederstrup og/eller Mogenstrup?
Fra middelalderen og frem til midten af det 20. århundrede anså man byen nord for åen Fladså som værende Mogenstrup, og byen syd for åen som værende Pederstrup.
Dog ændrede dette sig i begyndelsen af 1970’erne på grund af en omfattende udvidelse af Mogenstrup på den sydlige side af åen, og efter kort tid havde Mogenstrup absorberede det meste af Pederstrup.
I April 2021, erstattede Næstved Kommune det eneste byskilt hvor der stod Pederstrup på, med et byskilt hvor der stod Mogenstrup. Sådan beskrives de lokales reaktioner i Sjællandske:
"Navneforandringen sendte chokbølger gennem det lille samfund, og Lokalråd Fladså tog sagen op med en høflig appel til kommunen om at Pederstrup fik sit blå byskilt tilbage."
På nuværende tidspunkt står der stadigvæk Mogenstrup på byskiltet.